# Amnesia investigativa
Amnesia investigativa (Clean Slate) è un film del 1994 diretto da Mick Jackson.

## Trama
Il film vede protagonista un investigatore privato, testimone chiave in un caso di omicidio. Dopo aver subito un trauma cranico, ha sviluppato una rara forma di amnesia che gli fa dimenticare tutto ciò che gli è accaduto il giorno prima, il che gli rende difficile sapere di chi fidarsi, o addirittura riconoscere qualcuno.

## Accoglienza

### Incassi
Il film debuttò in 1.457 sale negli Stati Uniti il 6 maggio 1994. Incassò 3.136.130 dollari nel weekend di apertura, classificandosi al quarto posto al botteghino. Nella seconda settimana, sebbene distribuito in altre 17 sale, incassò 1.498.602 dollari, con un calo di oltre il 50% degli incassi lordi. Alla fine, il film incassò un totale di 7.355.425 dollari negli Stati Uniti.
È stato distribuito in DVD negli Stati Uniti l'8 ottobre 2002 e in Blu-ray il 22 marzo 2016.

### Critica
Sul sito di recensioni Rotten Tomatoes il film ha un indice di gradimento del 19% basato su 16 recensioni, con una valutazione media di 4,1/10. Su Allmovie, il film ha ricevuto una valutazione di 1,5 stelle su 5. Il pubblico intervistato da CinemaScore ha assegnato al film un voto B+ su una scala da A a F.
David Nusair di Apollo Guide ha dichiarato: "È praticamente garantito che lo dimenticherai entro la mattina seguente". Brian Lowry di Variety ha scritto che, sebbene il film abbia "alcuni momenti comici ispirati", è una rivisitazione di Ricomincio da capo. Caryn James del The New York Times ha scritto che è "perfettamente piacevole da guardare, ma sembra sempre che stia per diventare più divertente di quanto non sia". Peter Rainer del Los Angeles Times ha scritto che non è all'altezza delle sue premesse.